# Death Magnetic
Death Magnetic je deváté studiové album americké thrash metalové skupiny Metallica, které vyšlo 12. září 2008 ve vydavatelství Warner Bros. Records. Je to první album se současným baskytaristou Robem Trujillem a zároveň první, jehož producentem je Rick Rubin.
15. května 2008 potvrdil bubeník skupiny Lars Ulrich, že Metallica nahrála 11 skladeb, ale z důvodu omezení fyzického média se na albu objevilo pouze 10 z nich. Název alba byl zveřejněn 14. června prostřednictvím krátkého videa na oficiálních stránkách skupiny.
První zveřejněným singlem z alba je skladba „The Day That Never Comes“, která měla premiéru 21. srpna 2008 prostřednictvím oficiální stránky a mnoha rádií po celém světě. Videoklip skupina natočila s režisérem Thomasem Vinterbergem 31. července 2008, nedaleko Los Angeles. Premiéru měl 1. září 2008.
25. srpna byla na oficiálních stránkách skupiny zveřejněna druhá nová skladba - „My Apocalypse“. Po ní, 2. září 2008, následoval třetí zveřejněný singl „Cyanide“.
2. září 2008 album Death Magnetic uniklo na internet. Pravděpodobně byl důvodem předčasný začátek prodeje alba v jisté francouzské prodejně hudebních nosičů.

## Skladby
Všechny skladby napsali James Hetfield a Lars Ulrich, Kirk Hammett a Robert Trujillo.
| Pořadí | Název                                 | Délka |
| ------ | ------------------------------------- | ----- |
| 1.     | That Was Just Your Life               | 7:08  |
| 2.     | The End of the Line                   | 7:52  |
| 3.     | Broken, Beat & Scarred                | 6:25  |
| 4.     | The Day That Never Comes              | 7:56  |
| 5.     | All Nightmare Long                    | 7:58  |
| 6.     | Cyanide                               | 6:39  |
| 7.     | The Unforgiven III                    | 7:46  |
| 8.     | The Judas Kiss                        | 8:00  |
| 9.     | Suicide & Redemption (instrumentální) | 9:57  |
| 10.    | My Apocalypse                         | 5:01  |

## Výroba alba

### Metallica
- James Hetfield – zpěv, kytara
- Kirk Hammett – kytara, doprovodný zpěv
- Robert Trujillo – basová kytara, doprovodný zpěv
- Lars Ulrich – bicí, perkuse

### Produkce
- Rick Rubin – producent
- Ted Jensen – mastering
- Greg Fidelman – mixáž

## Historie vydání alba
| Oblast             | Datum          | Vydavatelství         | Formát                                                                                  | Catalog # |
| ------------------ | -------------- | --------------------- | --------------------------------------------------------------------------------------- | --------- |
| Spojené království | 10. září, 2008 | Vertigo Records       | Compact disc, digipak, deluxe carton box, 2LP (33 rpm), 5LP box (45 rpm 180-gram vinyl) | 1773726   |
| Austrálie          | 12. září, 2008 | Mercury Records       | Compact disc, deluxe carton box                                                         | —         |
| Rakousko           | 12. září, 2008 | Mercury Records       | Compact disc                                                                            | —         |
| Finsko             | 12. září, 2008 | Mercury Records       | Compact disc, digipak, deluxe carton box                                                | —         |
| Německo            | 12. září, 2008 | Mercury Records       | Compact disc                                                                            | —         |
| Japonsko           | 12. září, 2008 | Universal Music Japan | Compact disc, deluxe carton box                                                         | UICR-1077 |
| Severní Amerika    | 12. září, 2008 | Warner Bros. Records  | Compact disc, deluxe carton box                                                         | —         |
| Polsko             | 12. září, 2008 | Mercury Records       | Compact disc, deluxe carton box                                                         | —         |
| Švýcarsko          | 12. září, 2008 | Mercury Records       | Compact disc, deluxe carton box                                                         | —         |